# Camille Bryen
Camille Bryen, all'anagrafe Briand Camille Eugene Louis (Nantes, 17 settembre 1907 – Parigi, 8 maggio 1977), è stato un pittore e poeta francese, esponente della nuova scuola parigina inserita nell'ambito dell'astrattismo lirico (corrente informale).

## Biografia
Negli anni 1925-1927, Bryen fece parte dei bohémien di Nantes, usando lo pseudonimo di "Aristide", e apparve sulla copertina del Revue Nantes nell'aprile del 1927.
Durante questo periodo, fu coinvolto, così come la rivista, nell'«affaire de la Close»,  uno scandalo che suscitò discussioni. Nel gennaio del 1927, i grandi nomi della società di Nantes parteciparono a un'orgia mondana nel castello di Close Avenue, ma l'incontro non restò segreto. A marzo, il giornale socialista Le Travailleur de l'Ouest criticò la vicenda, più per l'ipocrisia delle classi dominanti che per l'immoralità.
Camille Bryen si trasferì giovanissimo a Parigi, dove frequentò gli ambienti d'avanguardia della rive gauche.
Il suo esordio letterario avvenne nel 1927 con la raccolta di poesie intitolata Opopanax seguita cinque anni dopo da Expériences, liriche intrise di surrealismo.
Nel 1934 si impegnò nella preparazione di disegni improvvisati e spontanei e a collages che espose a Parigi.
L'anno successivo si recò in Belgio a La Louvière per un'esposizione surrealista, mentre nel 1936 realizzò la sua prima esposizione di opere tachiste al Salon des Surindépendants. L'anno seguente partecipò assieme a  Hans Arp, Kandinski, Francis Picabia alla stesura del Manifesto dimensionista.
Con Raoul Ubac, inserì "oggetti nei luoghi più inaspettati", mostrò "poesie e immagini sui muri". Fu in particolare l'autore dello slogan "Difesa da proibire", esposto in diversi luoghi di Parigi, e che sarà ripreso nel 1968 dai contestatori parigini con lo slogan "È vietato proibire".
Nel secondo dopoguerra presenziò al Salon des Réalités Nuovelles del 1946 rivelandosi come uno dei più significativi pittori astrattisti, che grazie al tachisme, al gusto dei colori, alla disgregazione della struttura disegnata, divenne uno dei più importanti esponenti della corrente informale, ispirata da un'esigenza di 'non-figurazione psichica'.
Nel 1948 organizzò la prima esposizione di "astrazione lirica" alla quale parteciparono Hans Hartung, Wols, Gérard Schneider e Georges Mathieu. Si avvicinò quindi all'incisione e, nel 1949, alla pittura a olio.
Nel 1950 pubblicò Héréphile e poi si allontanò dalla letteratura per dedicarsi interamente alla pittura e all'incisione.
In questo periodo intensificò le sue pubblicazioni letterarie partecipando attivamente al dibattito estetico-culturale con i saggi Significants de l'informel del 1951, Art fantastique del 1952, Un art autre (1952), Tendances nuovelles del 1955.
In quegli anni strinse amicizia con Wols, cui diede un contributo per il suo successo in Francia.
Il suo percorso artistico lo portò a scavalcare ogni significato associato alla realtà per la forma, il colore ed il segno perseguendo invece l'interiorità ed il mondo universale dentro di sé. Questo cammino, accostato al movimento esistenzialista approdò al cosiddetto colloquio abumanista, liberato da elementi spaziali e formali.

## Opere principali
- Opopanax, 1927, poesie;
- Expérience, 1932;
- Les Quadrupèdes de la Chasse, 1934;
- Lions à Barbe, 1935;
- Actuation poétique, suivie d'exemples, con Raoul Michelet per le foto, René Debresse, 1935;
- L'Aventure des Objets, 1937;
- Anthologie de la poésie naturelle, in collaborazione con Bernard Gheerbrant, K. Éditeur, Parigi, 1949;
- Héréphile, 1950;
- Désécritures. Poèmes, essais, inédits, entretiens, Digione, 2007.